# Otchożeje
Otchożeje (ros. Отхожее) – wieś (sieło) w Rosji, w obwodzie tambowskim, w rejonie rżaksińskim. W 2010 liczyła 354 mieszkańców.